# Hollywood Party
Hollywood Party (The Party) è un film del 1968 diretto da Blake Edwards e interpretato da Peter Sellers. Narra le disavventure surreali di un giovane attore indiano che per errore partecipa a una festa nella lussuosa villa di un produttore cinematografico a Hollywood.
In questo cult movie, il regista raggiunge il massimo della sua tecnica e perfezione, in una sintesi perfetta fra commedia teatrale e cinematografia di genere. L'arte hollywoodiana della gag vantava una grande scuola che andava da Buster Keaton ai fratelli Marx fino al Jerry Lewis de Il mattatore di Hollywood, i quali vengono tutti in qualche modo evocati e omaggiati in questo film.

## Trama
Hrundi V. Bakshi, attore indiano che lavora come comparsa a Hollywood, rovina le riprese di varie scene di un film in costume a causa della sua estrema goffaggine. Il regista telefona quindi al produttore, il generale Fred R. Clutterbuck, chiedendogli di cacciarlo dagli studios, ma la segretaria di quest’ultimo per sbaglio lo inserisce nella lista degli invitati a una festa nella lussuosa villa del suo capo.
Al party, l'inettitudine di Hrundi causa le situazioni più assurde ed esilaranti gag che coinvolgono gli altri invitati e il personale di servizio, complice il sofisticato quanto stravagante arredo della casa, comprendente un complesso pannello con pulsanti colorati, un bancone da bar semovente che sparisce nel muro e un ruscello che attraversa il soggiorno sfociando all'esterno nella piscina.
Bakshi incontra infine Michèle Monet, timida e graziosa cantante francese nonché promessa attrice esordiente a Hollywood. Hrundi e Michèle simpatizzano all'istante: l'intesa getta definitivamente la festa nel caos allorché i giovani figli del padrone di casa introducono nella villa un piccolo elefante e i due, nel tentativo di lavare via dal dorso dell'animale scritte hippy che Hrundi trova offensive per il suo credo (l'elefante nell'induismo rappresenta Ganesha), finiscono per inondare di schiuma l'intera casa. L'indomani mattina i due protagonisti riescono a sgattaiolare via indenni da una festa trasformata in un totale disastro.

## Produzione
Hollywood Party nacque quasi per caso e fu l'unica collaborazione tra Sellers e Blake Edwards al di fuori del fortunato ciclo di film della La Pantera Rosa, iniziato nel 1963. Il produttore Walter Mirisch conosceva molto bene il talento dei due e non ebbe remore nell'investire nel progetto; nella sua autobiografia Mirisch scrisse: «Blake si era guadagnato la reputazione di regista molto costoso, in particolare dopo La grande corsa». Nel 1960 Sellers aveva già interpretato la parte di un indiano, accanto a Sophia Loren, nel film La miliardaria di Anthony Asquith, pellicola di discreto successo, ma che potrebbe avere forse ispirato Edwards nella scelta di assegnare il ruolo di protagonista proprio a Sellers.
Gli interni del film furono girati su un set appositamente creato negli studi della MGM. Il copione originale era lungo in tutto solamente 63 pagine. Successivamente Edwards disse che si trattava del copione più corto che avesse mai girato, e la maggior parte delle scene del film furono improvvisate sul set al momento, la cui ottima riuscita dipese molto anche dalla genialità, dalla sagacia e dalla stessa personalità di Peter Sellers, felicemente inserito in un nutrito ed affiatato cast che comprendeva la giovane attrice e cantante francese Claudine Longet e diversi validi caratteristi statunitensi, tra cui la veterana ex ballerina Marge Champion, tornata al cinema dopo vari anni di assenza. Nella versione originale il personaggio interpretato dalla francese Danielle De Metz è l'esuberante e sensuale attricetta italiana di nome Stella D'Angelo, che nella edizione italiana, per evidenti ragioni di doppiaggio, diventa spagnola.
La pellicola trasse ispirazione soprattutto dall'opera di Jacques Tati; Bakshi infatti arriva al party con una macchina molto simile a quella utilizzata da Monsieur Hulot in Le vacanze del signor Hulot . L'intera trama del film poi è una rielaborazione della scena del ristorante in Tempo di divertimento; e l'interazione comica con oggetti inanimati ricorda quella di altri film di Tati, in particolare Mio zio.
Il tema del party potrebbe essere stato ispirato anche dal film La notte di Michelangelo Antonioni, del quale riprenderebbe l'estetica geometrica e fredda, assieme al senso di noia e di gioia artificiale.

## Accoglienza
Secondo la critica, è uno dei film in assoluto più divertenti e riusciti del regista Blake Edwards.
Il primo ministro indiano Indira Gandhi apprezzò molto una famosa battuta di Sellers: "In India non crediamo di essere, sappiamo di essere", con cui Bakshi risponde orgogliosamente ad un ospite invadente e furioso (interpretato da Gavin MacLeod) che gli dice "Ma chi si crede di essere lei?". In realtà la traduzione perde parte del senso della frase; nei dialoghi originali le parole esatte sono:

## Collegamenti interni
- Nella scena del bagno si può sentire in sottofondo una versione di Meglio stasera, canzone già presente nel film del 1963 La pantera rosa, sempre di Blake Edwards.
- La lunga scena della cena, una delle più note del film, resa disastrosa dalla presenza di un maldestro ed alticcio cameriere (interpretato da Steve Franken), verrà ripresa dal regista nella sequenza del ristorante parigino nel suo Victor Victoria (1982).

## Riconoscimenti
- 2014 Premio Sergio Amidei - Premio alla Cultura Cinematografica